# Croix de chemin de la Ville-Briend
Pour les articles homonymes, voir Briend.
La Croix de chemin de la Ville-Briend, est située au lieu-dit "la Ville-Briend", sur la commune de  Montertelot dans le Morbihan.

## Historique
La Croix de chemin de la Ville-Briend fait l’objet d’une inscription au titre des monuments historiques depuis le 30 mai 1927.